# Comuna Petrokorbivka, Novhorodka
Petrokorbivka (în ucraineană Петрокорбівка) este o comună în raionul Novhorodka, regiunea Kirovohrad, Ucraina, formată din satele Bilopil, Dubivka, Korbomîkolaiivka și Petrokorbivka (reședința).

## Demografie
Componența lingvistică a comunei Petrokorbivka
     Ucraineană (97,66%)
     Rusă (1,56%)
     Alte limbi (0,78%)
Conform recensământului din 2001, majoritatea populației comunei Petrokorbivka era vorbitoare de ucraineană (97,66%), existând în minoritate și vorbitori de rusă (1,56%).